# 陳大猷 (理學)
陳大猷（?—?），號東齋，三澤（今尚湖鎮山宅）人。

## 生平
早年與弟陳榮夫師從饒雙峰。宋绍定二年（1229年）进士，授缙云县令，歷官两浙都运使，又迁六部架阁，終官兵部侍郎。开庆年间在都昌创办东斋书院，著有《尚書集傳會通》。

## 家族
有子陳澔。